# Rosana Alonso
Rosa Ana Alonso Clusa (Santander, 10 de octubre de 1970), más conocida como Rosana Alonso, es una maestra y política española. 

## Biografía
Nacida en Santander, cursó desde 1988 hasta 1991 la diplomatura de Maestra de Educación Infantil y Primaria en la Universidad de Cantabria. Trabajó en el Colegio Puente como maestra y posteriormente en la Asociación Andares como apoyo para niños con trastorno generalizado del desarrollo, hasta que se incorporó como profesora al ámbito público.
Ha sido diputada por Cantabria en la XI y XII legislaturas, ha sido secretaria de Relación con la Sociedad Civil y los Movimientos Sociales del Consejo Ciudadano de Podemos Cantabria.
En abril de 2018 fue elegida secretaria general de Podemos en Cantabria.